# 深海巨大化

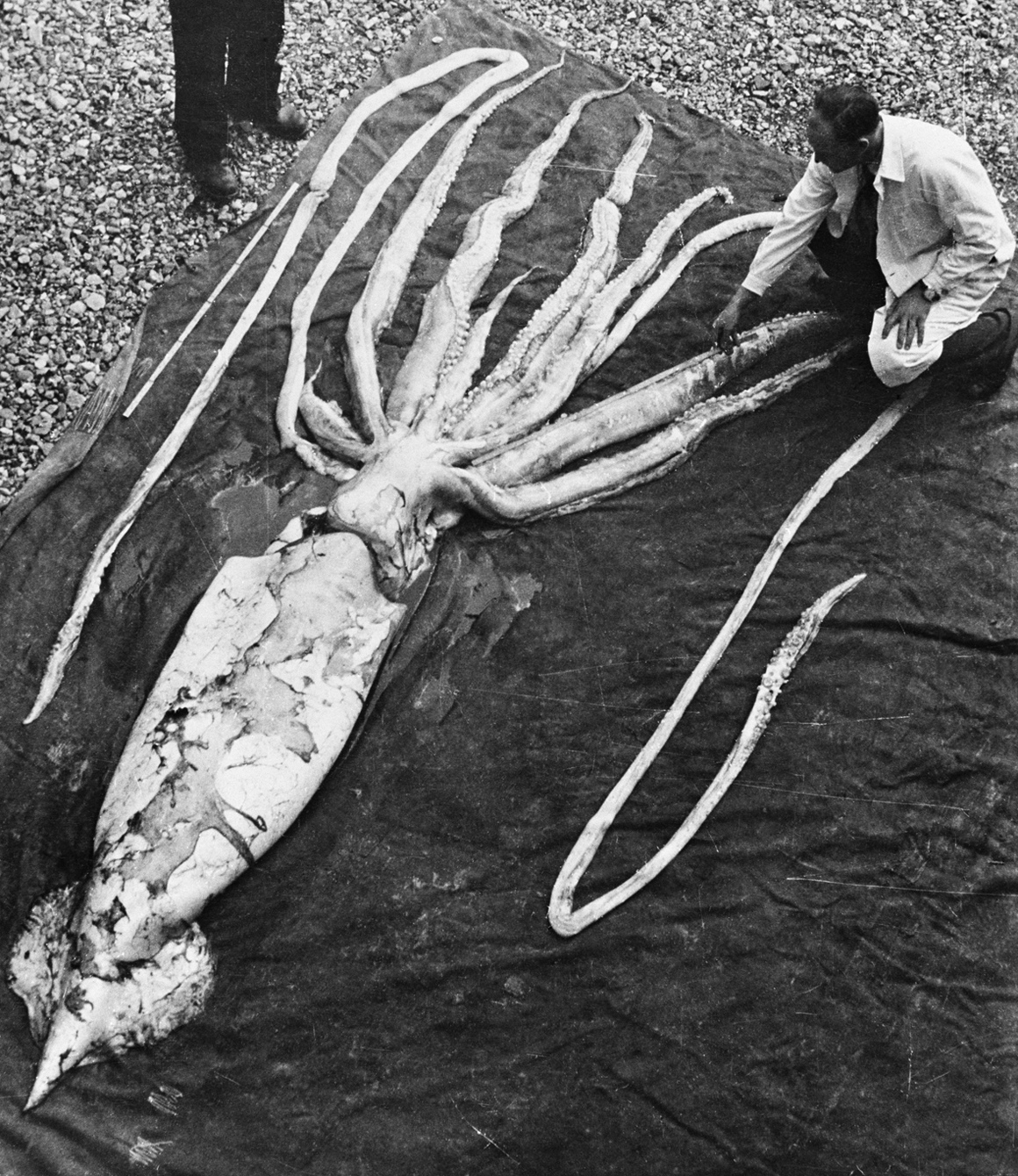
ノルウェーに打ち上げられた全長 9 m（メートル）の巨大なダイオウイカの調査

深海巨大化（しんかいきょだいか、英語: deep-sea gigantism）は、深海棲の動物の体サイズが浅海に棲む近縁の種よりも大きくなる現象である。
深海は餌資源に乏しいため、深海動物は一般に小型化（矮小化）する傾向にある。しかし、分類群によっては逆に、本項で示されるように巨大化するものや、付属肢が長大化するものも知られている。これらは島嶼矮小化および島嶼巨大化のような島嶼化や、ベルクマンの法則と比較される。

## 巨大化を示す分類群の例
深海巨大化は深海産の甲殻類一般に見られる。 例えば、等脚類のダイオウグソクムシ Bathynomus giganteus が著名であり、600 mm（ミリメートル）程度になる。セロリス属 Serolis の等脚類は扁平化し、有効表面積が増大している。また、貝形虫類のギガントキプリス属 Gigantocypris も体サイズ全体が巨大化する。端脚類にも広義のフトヒゲソコエビ科に属する巨大なヨコエビが知られており、世界最大のヨコエビであるダイダラボッチ Alicella gigantea は 340 mm に達する。ウミグモ類では付属肢が長大化する。また、日本近海に生息する十脚類のタカアシガニは現生で最大の節足動物として知られる。
| “ | Other [animals] attain under them gigantic proportions. It is especially certain crustacea which exhibit this latter peculiarity, but not all crustacea, for the crayfish like forms in the deep sea are of ordinary size. I have already referred to a gigantic Pycnogonid [sea spider] dredged by us. Mr. Agassiz dredged a gigantic Isopod eleven inches in length. We also dredged a gigantic Ostracod. For over 125 years, scientists have contemplated the extreme size of Bathynomus giganteus. – Henry Nottidge Moseley, 1880 | ” |

また、この現象の別の顕著な例としては、頭足類が挙げられる。特にダイオウイカおよびダイオウホウズキイカが巨大化することがよく知られている。ダイオウイカは最大で外套長 5.6 m、全長約 19.8 m に達し、ダイオウホウズキイカは最大 500 kg（キログラム）になる。外套長 2 m になるニュウドウイカ Onykia robusta、外套長 1.4 m になるヒロビレイカ Taningia danaeなど、ほかの深海棲のツツイカ類も大型化するものが知られる。ミズヒキイカ Magnapinna pacifica は外套長は 0.6 m 程度であるが、腕が長大化して長さはその7–8倍となり、全長約 7 m 程度となる。深海漂泳性のカンテンダコ Haliphron atlanticus は、ニュージーランドで体重 75 kg、全長 4 m の記録がある
リュウグウノツカイ属の1種 Regalecus glesne は最長で 17 m の記録があり、最長の硬骨魚類であるとされる。駿河湾の水深 2,171 m 以深に生息するヨコヅナイワシ Narcetes shonanmaruae は、全長約 1.4 cm、体重 25 kg に達し、セキトリイワシ科の最大種である。

## 要因
巨大化を駆動する正確な要因は、生物学者の間でも議論がある。巨大化を示す多くの深海生物は、極域に代表される寒い水域に棲んでいる。低温で安定した環境であることが、巨大化を促進するとされている。また、餌資源の制限で説明されることもある。
また、そうした水域は酸素濃度が高いため、酸素濃度が巨大化に寄与していると説明されることがある。特に、甲殻類は鰓による呼吸効率に劣り、溶存酸素が多ければ深部の組織にまで酸素が供給されるため、酸素濃度の高さが巨大化を促進する要因であると考えられたこともあった。しかし、ダイオウグソクムシは酸素濃度が低い水にも見られることから、巨大化の要因としての酸素仮説は据え置かれている。
別の要因として考えられる低い水温は、細胞サイズを増大させ、体全体を大きくすることに寄与すると考えられている。また、深海の安定した環境により、変化の激しい浅海に比べ長寿へと進化する確率が高くなることが示唆される。これは世代交代の早いr戦略から、長命なK戦略が優占する状態へシフトが起こったと解釈される。これらの条件は冷水種や深海棲種に等しく有利に働くはずだが、そうでない種も存在するのは、生存戦略において同じ環境であっても異なる戦略が適応的であることがあるためと説明される。すなわち、同じ深海においても、鯨骨生物群集や熱水噴出孔の生物群集は早熟で、一時的な資源を利用して素早く世代を回し、別の種は深海の安定した環境を利用して長寿になり、巨大化すると考えられる。
海棲の甲殻類は水深に従い体サイズが増大する傾向があることが示されており、アミ目、オキアミ目、十脚目、等脚目、端脚目で顕著である。この水深に伴う大型化は温度の低下に依存するとされ、緯度が高くなるに従い体サイズが増大するベルクマンの法則と同様の現象であることが指摘されている。温度以外にも、水深に伴って静水圧が増加するため、それが巨大化の要因であるという説もあったが、水深に応じた温度変化の少ない極域の海洋（北極海および南極海）では、水深に応じた体サイズ変化が小さいことが分かっており、体サイズ変化は水圧ではなく水温に影響されると考えられている。
腹足類（巻貝）を用いた研究では、ハッキガイ属 Siratus のような大型の分類群では水深に応じて小型化し、ヘリトリガイ科（Dentimargo、Granulina、Volvarina）のような小型の分類群では水深に応じて大型化することが示されている。これは島嶼化で起こる傾向と同様であることが指摘されている。すなわち、島嶼では餌資源の制限が大型生物の小型化を促進する選択圧となっているが、深海でも同様の資源の制限を受けていると考えられる。深海への資源供給は海洋表層における生産に依存しており、餌資源に乏しく、デトリタス（マリンスノー）を中心とするエネルギーも頻度も低い餌しかない。深海においては、低頻度で遭遇する大きな獲物を捕らえる能力と代謝効率の高さが強い選択圧として働き、海産無脊椎動物の最適サイズは大きくなることが指摘されている。甲殻類においても、小型であるほうが生理学的なエネルギー要求が大きく、高エネルギーの餌を捕食するか、高頻度に摂食しなければならないのに対して、大型であれば低エネルギーの餌でも生存できるため、エネルギー代謝において有利であることが巨大化の要因と説明されることもある。Timofeev (2001) は、動物の代謝速度はその体サイズと環境温度の関数であるため、これは深海巨大化の「原因」ではなく「結果」であると指摘している。
「ジャイアントチューブワーム」として知られるガラパゴスハオリムシは単純な固着性動物であり、体内に共生する共生菌から大量のエネルギー供給されていることが巨大化に寄与しているとされる。2–30℃の周囲温度で熱水噴出孔に生息する Riftia pachyptila は、冷水湧出帯に生息する Lamellibrachia luymesi に匹敵する 2.7 m の長さに達する。しかし、前者は急速に成長し寿命が約2年と短いのに対し、後者はゆっくり成長し250年以上生きることができる。

## ギャラリー

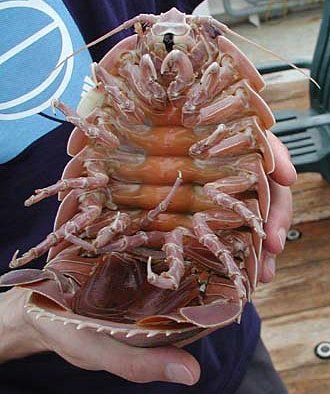
ダイオウグソクムシは 760 mm に達する。
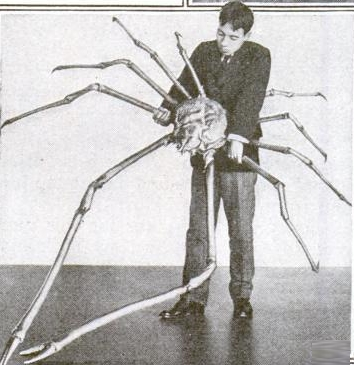
タカアシガニは脚を広げると 3.7 m に達する
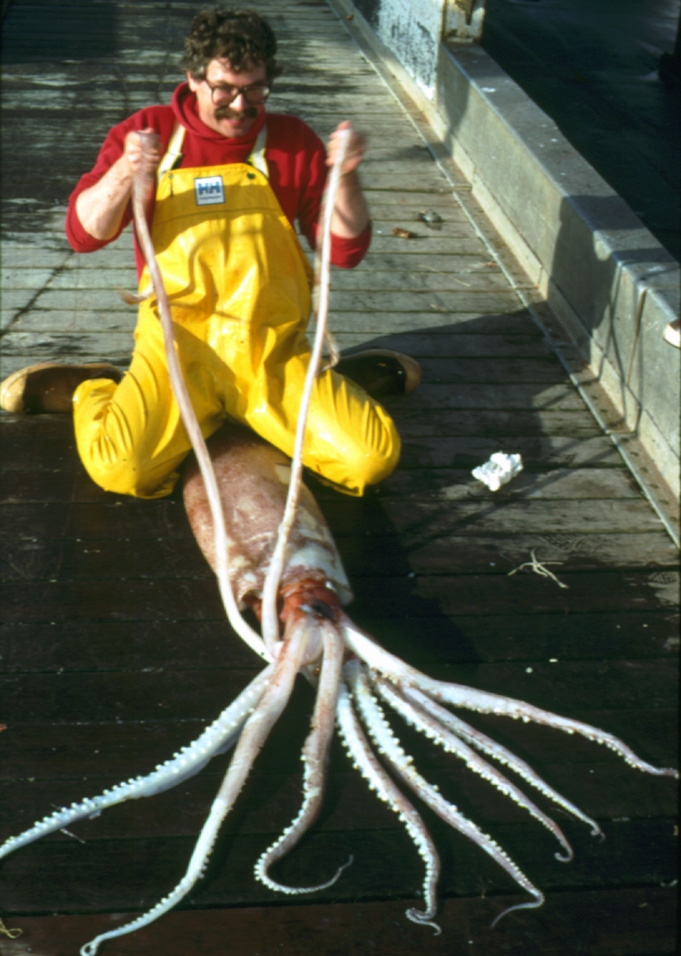
ニュウドウイカの外套長は 2 m に達する（アラスカで捕獲）
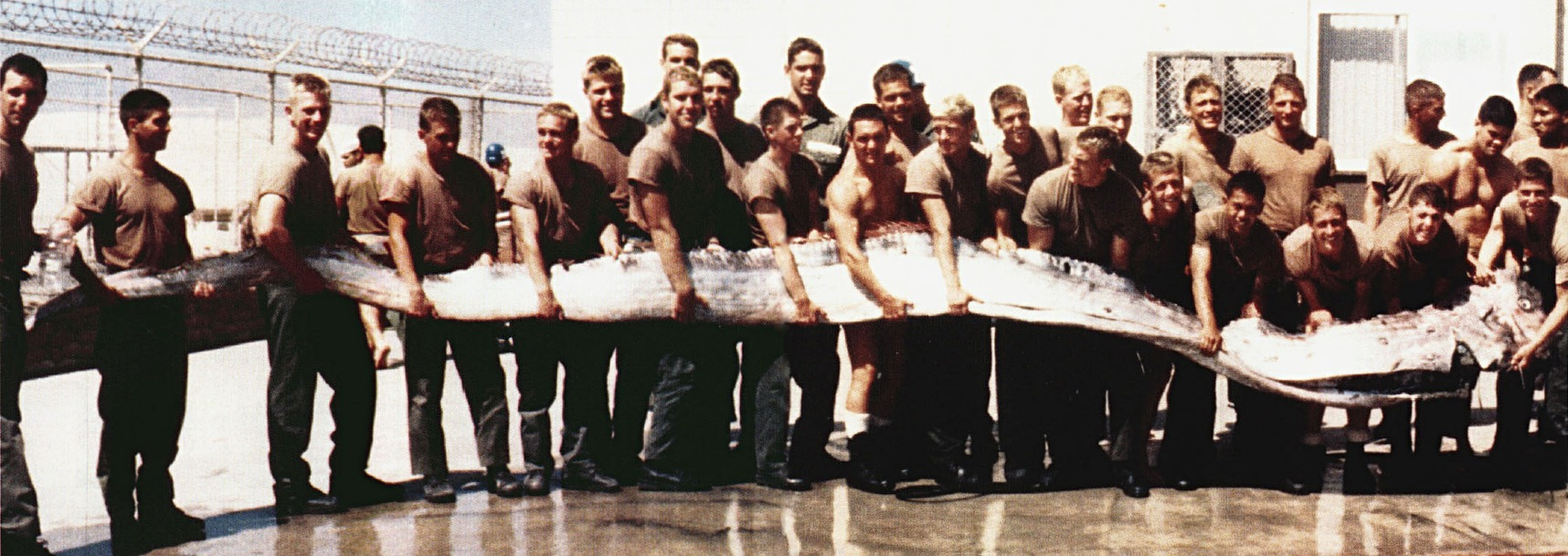
全長 7 m のリュウグウノツカイ（カリフォルニアで捕獲）